# 纽形银鳞蛛
纽形银鳞蛛（学名：Leucauge lygisma）为肖蛸科银鳞蛛属的动物。在中国大陆，分布于云南等地。该物种的模式产地在云南。